# Arato di Sicione il Giovane
Arato di Sicione il Giovane (Sicione, 249 a.C. – 213 a.C. circa) è stato un militare greco antico.
Figlio di Arato di Sicione il Vecchio, fu inviato dal padre in Macedonia come ostaggio in occasione dell'alleanza acheo-macedone del 224 a.C. Eletto stratego della lega achea nel 219 a.C., fu fatto uccidere dal re macedone Filippo V nel 213 a.C. circa.

## Biografia
Secondo la testimonianza di Plutarco fu inviato come ostaggio in Macedonia nella primavera del 224 a.C. dopo che la lega achea ebbe ufficialmente ratificato l'alleanza col re macedone Antigono III Dosone contro Sparta. Tale alleanza era stata proposta e caldeggiata dal padre Arato il Vecchio, al tempo stratego della lega per l'undicesima volta.
Polibio dà invece un'altra versione dei fatti, secondo la quale Arato il giovane fu inviato dal padre come ambasciatore in Macedonia con la missione di concludere l'accordo con Antigono.
Secondo alcuni storici moderni, potrebbe essersi trattato di due missioni distinte: la prima, nell'estate/autunno del 226 a.C. quando, dopo la sconfitta nella battaglia di Dime contro il re di Sparta Cleomene III, Arato il Vecchio decise di chiedere l'aiuto del re macedone inviando il figlio in Macedonia come ambasciatore, e la seconda nella primavera nel 224 a.C. quando ormai l'alleanza era stata ratificata dalla lega achea, e fu necessario per Arato il Vecchio inviare in Macedonia il figlio, all'epoca venticinquenne, come ostaggio.
Dopo la discesa di Antigono nel Peloponneso e la battaglia di Sellasia (222 a.C.), che segnò la vittoria acheo-macedone contro Cleomene III e la conquista di Sparta, Antigono il Giovane fu eletto stratego della lega achea nel 219 a.C.
Secondo la testimonianza di Plutarco e di Tito Livio, Policrazia, la moglie di Arato il Giovane ebbe per lungo tempo una relazione con Filippo V, successore di Antigono Dosone. Lo stesso Plutarco racconta che, dopo che Filippo V ebbe aizzato i Messeni gli uni contro gli altri e scatenato rappresaglie che portarono alla condanna a morte di duecento cittadini, Arato il Giovane lo criticò aspramente e pubblicamente, lasciando stupiti tutti i presenti per la mancata reazione del re, di solito di temperamento molto focoso.
Successivamente Filippo V, venuto in contrasto con Arato il Vecchio, fece avvelenare sia quest'ultimo che il figlio. Mentre il primo morì lentamente ma ben consapevole di chi l'aveva fatto assassinare, Arato il Giovane, secondo la testimonianza di Plutarco, diventò pazzo per l'effetto del veleno, tanto che la morte, sopraggiunta all'età di circa 35 anni, fu per lui una liberazione.